# Ladislas III Jambes Grêles
 (septembre 2021).
Si vous disposez d'ouvrages ou d'articles de référence ou si vous connaissez des sites web de qualité traitant du thème abordé ici, merci de compléter l'article en donnant les références utiles à sa vérifiabilité et en les liant à la section « Notes et références ».
Ladislas III, dit « Jambes Grêles » (en polonais : Władysław III Laskonogi) est né entre 1161 et 1167 et mort le 3 novembre 1231. Issue de la dynastie des Piasts, il est duc de Grande-Pologne (1194 à 1202) et duc de Cracovie (Petite-Pologne) en 1202 et de 1228 à 1229. 

## Un fidèle collaborateur de son pèreMieszkoIIIle Vieux
Fils cadet de Mieszko III et d'Eudoxia de Kiev, son nom apparaît pour la première fois dans un document de 1167 rédigé par Casimir II dit le Juste et  Mieszko III lors de la réunion des ducs polonais à Jędrzejów.
En 1177, une révolte de la noblesse de Petite-Pologne chasse Mieszko III de son trône. Casimir II lui succède à Cracovie. Odon se joint à la révolte contre son père qu’il accuse de vouloir favoriser les enfants de son second mariage avec Eudoxia de Kiev. En 1179, Odon, qui convoite le duché de Grande-Pologne, chasse Mieszko III et ses jeunes fils Boleslas, Mieszko et Ladislas. Ils trouvent refuge en Poméranie et rentrent en Grande-Pologne en 1181.
En 1186, Ladislas épouse Lucie de Rügen, fille de Jaromar, duc de Rügen. Ce mariage qui a pour but de renforcer les liens de son père avec la Poméranie occidentale, demeurera sans descendance.
En 1194, à la mort de son demi-frère Odon, Ladislas assure la régence du duché du sud de la Grande-Pologne, son neveu Ladislas Odonic étant trop jeune pour régner.
L’année suivante, après le décès de son frère Boleslas de Cujavie, Ladislas reste le seul héritier de son père Mieszko III, qu’il soutient dans sa lutte pour reconquérir le trône de Cracovie.

## Duc de Grande-Pologne
Le 13 mars 1202, à la mort de son père, Ladislas devient duc de Grande-Pologne. Soutenu par le voïvode de Cracovie, il s'empare du trône qui devait revenir à Lech le Blanc, le fils aîné de Casimir II le Juste. Très vite, il est chassé de Cracovie par Lech le Blanc et ses partisans.
Revenu en Grande-Pologne, il mène une politique visant à prendre le contrôle de la Poméranie dont le suzerain est Lech le Blanc. À cette fin, il rencontre le roi du Danemark, Valdemar II, pour résoudre leurs contentieux et délimiter leurs zones d’influence respectives. Il procède ensuite à un échange de terres avec Henri Ier le Barbu qui lui cède la région de Lubusz, d'où il est plus facile de mener une politique active sur les rivages de la mer Baltique, contre la région de Kalisz, qui devait revenir à Ladislas Odonic.

## Conflit avec l’Église
Le jeune Ladislas Odonic n’accepte pas de voir une partie de ses terres quitter la Grande-Pologne. Il rallie à sa cause une partie de la noblesse ainsi qu'Henri Kietlicz, l'archevêque de Gniezno, qui y voit une bonne occasion d’obliger le duc de Grande-Pologne à accorder des privilèges à l’Église.
Mal préparée et malgré l’anathème lancé par Henri Kietlicz, la tentative de renverser Ladislas III est un échec. Ladislas  Odonic et Henri Kietlicz doivent s'enfuir et se réfugier à la cour d’Henri Ier le Barbu qui les accueille à bras ouverts. Henri Ier installe Ladislas Odonic sur le trône de Kalisz alors qu'Henri Kietlicz se rend à Rome pour demander l’aide du pape Innocent III. Celui-ci réagit en confirmant l’excommunication de Ladislas III et lance un appel à la noblesse polonaise pour permettre à l’archevêque de rentrer en Grande-Pologne.

## La réconciliation avec l’archevêque
Henri Ier le Barbu se donne pour mission de réconcilier les différentes parties. En 1208, à l’occasion de la fête de la nativité, il réunit tous les ducs Piasts à Głogów. Les ducs de Grande-Pologne sont invités ainsi qu'Henri Kietlicz et les évêques de Wrocław, Lubusz et Poznań. Ladislas III aux Jambes Grêles autorise le retour de l’archevêque à Gniezno en échange de la levée de l’anathème prononcé contre lui. En revanche, le différend avec son neveu ne trouve pas de solution.

## Soutien àMieszkoIVJambes Mêlées
En 1210, Ladislas III soutient le duc de Racibórz Mieszko Ier, qui demande l’application de la volonté de Boleslas III Bouche-Torse selon laquelle l’aîné des représentants mâles de la dynastie Piast doit être le princeps (ou senior) et à ce titre occuper le trône de Cracovie. Mieszko Ier Jambes Mêlées étant assez âgé, Ladislas espère pouvoir lui succéder rapidement. Le 9 juin 1210, le pape Innocent III promulgue une bulle demandant que l'on revienne à la règle de succession instaurée par Boleslas III Bouche-Torse.
En juillet, profitant d’un synode tenu à Borzykowa en même temps qu’une assemblée des ducs polonais, Mieszko Ier envahit Cracovie et s’empare du trône. À Borzykowa, l’archevêque de Gniezno arrive à faire confirmer les nombreux privilèges obtenus par l’Église à Łęczyca en 1180. Il obtient en plus l’immunité pour l’Église (elle pourra avoir ses propres tribunaux). Tous ces privilèges sont reconnus par Lech le Blanc, Conrad Ier de Mazovie et Ladislas Odonic. En échange, il obtient du pape que celui-ci annule sa bulle légitimant le pouvoir de Mieszko Ier.
En mai 1211, à la mort de Mieszko Ier, Lech le Blanc récupère le trône avec la bénédiction papale, le droit d’aînesse qui devait jouer en faveur de Ladislas III ayant été aboli.

## La soumission à l’Église
En 1215, la position de Ladislas III s’affaiblit encore, à la suite du renforcement de la puissance d'Henri Kietlicz, soutenu par le quatrième concile du Latran. À Wolbórz, lors d’une rencontre avec Lech le Blanc, Conrad Ier de Mazovie, Ladislas Odonic et Casimir Ier d'Opole, l’archevêque obtient de nouveaux privilèges pour l'Église qui devient un véritable État dans l’État. Kietlicz exige que Ladislas III rende le sud de la Grande-Pologne à Ladislas Odonic, qui en est l'héritier légitime. Ne voulant pas prendre le risque d’une nouvelle confrontation avec l'Église, Ladislas cède le duché du sud de la Grande Pologne à son neveu en 1216. Une bulle du pape Honorius III, datée du 9 février 1217, confirme cet accord.
Ce compromis de 1216 ne durera pas un an. L'ambitieux archevêque, intervenant de plus en plus dans les affaires de l'État, réunit contre lui tous les ducs polonais. Son pouvoir s'écroule parallèlement aux défaites politiques de son protecteur, le pape Honorius III.

## Alliance des trois ducs
En 1217, un accord de paix et une alliance sont conclus entre Lech le Blanc et Ladislas III aux Jambes Grêles.
La même année, le duc de Grande-Pologne s’assure de la neutralité d'Henri Ier le Barbu et lance une attaque contre son neveu Ladislas Odonic, obligeant celui-ci à fuir le sud de la Grande-Pologne.
Fin 1217 ou début 1218, un accord est conclu entre Ladislas III et Henri Ier, grâce à la médiation des évêques de Poznań et de Lubusz. Les termes exacts de l'accord ne sont pas connus, cependant, on sait que Ladislas III obtient non seulement la garantie de pouvoir conserver le territoire de Ladislas Odonic, territoire qui aurait pu être revendiqué par Henri le Barbu (qui avait obtenu Kalisz en 1206), mais il reprend également Lubusz à la Silésie. Peut-être que ce qui a poussé la Silésie à accepter cet accord, c'est la nécessité d'unir les ducs polonais au-delà de leurs intérêts particuliers. Cet accord est approuvé par une bulle pontificale datée du 9 mai 1218, ce qui est une défaite pour Henri Kietlicz.
À la mort de Kietlicz en 1219, Ladislas III, Henri le Barbu et Lech le Blanc lui choisissent comme successeur un proche collaborateur du duc de Grande Pologne.

## Conflit avec Ladislas Odonic
Ladislas Odonic, qui s'était réfugié chez Świętopełk II de Poméranie, revient défier son oncle Ladislas III, ce qui contraint celui-ci à prendre ses distances par rapport aux croisades lancées par les autres ducs contre les Prussiens. En octobre 1223, Ladislas Odonic parvient à s'emparer de la ville frontalière d'Ujście. En 1225, il s'empare de Nakło.
Cette guerre entre les deux Ladislas est mise à profit par Louis, le landgrave de Thuringe, pour s'emparer de Lubusz (en 1225) et d’autres villes frontalières de Grande-Pologne.
La guerre entre l'oncle et son neveu a pris un tour final en 1227. Ladislas Odonic réussit à briser l’encerclement d'Ujście par l'armée de Ladislas aux Jambes Grêles. Ensuite, il lance une attaque victorieuse contre les forces ennemies (le 15 juillet 1227). À partir de là, Ladislas Odonic devenait le vrai maître de la Grande-Pologne. Au même moment, Świętopełk II de Poméranie se proclame duc et dénonce la suzeraineté polonaise, ne voulant plus être le vassal de Lech le Blanc.
La situation en Grande-Pologne et en Poméranie oblige Lech le Blanc à convoquer à Gąsawa une assemblée des ducs et des puissants des terres polonaises. Ladislas aux Jambes Grêles ne se rend pas personnellement à Gąsawa mais s'y fait représenter par l’archevêque de Gniezno et par l’évêque de Poznań. Le 23 novembre 1227, Lech le Blanc est tué dans un guet-apens monté par Świętopełk II de Poméranie et Ladislas Odonic. Henri Ier le Barbu est grièvement blessé.

## Duc de Cracovie
Ladislas III repasse à l'offensive en Grande-Pologne. Au début de l'année suivante, il défait son neveu et l'emprisonne. Ensuite, il se rend en Petite-Pologne où il revendique le trône en vertu de l'accord de 1217 sur la succession de Lech le Blanc, son fils étant trop jeune pour régner. Conrad Ier de Mazovie, le frère de Lech le Blanc, s'oppose au plan de Ladislas III sur la réunification entre la Grande-Pologne et la Petite-Pologne. Le 5 mai 1228, à Wiślica, une assemblée des ducs et des puissants est convoquée pour choisir le duc de Cracovie. Ladislas III aux Jambes Grêles obtient le trône mais, en contrepartie de l'union entre la Grande et la Petite-Pologne, il doit accorder de nombreux privilèges à l'évêque de Cracovie et aux seigneurs de Petite-Pologne. Il leur donne le droit de constituer une assemblée (wiece) pour faire les lois et pour traiter les affaires judiciaires. Il doit également adopter Boleslas V le Pudique, le fils de Lech le Blanc, et en faire son successeur.

## La chute
Le pouvoir de Ladislas III aux Jambes Grêles va très vite se fragiliser. Tout d’abord, Ladislas Odonic réussit à s'échapper de sa prison et à reprendre la guerre contre son oncle, ce qui empêche celui-ci de se préparer contre l’invasion de la Petite-Pologne envisagée par Conrad de Mazovie. Cela pousse les nobles de Cracovie à remettre le pouvoir à Henri le Barbu. Officiellement, il devient le gouverneur de Petite-Pologne. En échange, il obtient que Boleslas le Pudique soit écarté et que les ducs de Silésie deviennent les héritiers de Ladislas III aux Jambes Grêles.
L'invasion de la Petite-Pologne par l’armée de Conrad de Mazovie est lancée au cours de l’été 1228. Elle est arrêtée par Henri II le Pieux, le fils d’Henri le Barbu. Conrad de Mazovie ne s'avoue pas vaincu et, l’année suivante, il lance une nouvelle invasion qui lui permet de s'emparer d'une grande partie de la Petite-Pologne. Peu après, il commence le siège de Kalisz, Ladislas III étant occupé à combattre Ladislas Odonic dans le nord de la Grande-Pologne. Cependant, Kalisz résiste et les troupes de Conrad doivent renoncer à prendre la ville.

## L’exil en Silésie
La guerre en Grande-Pologne tourne au désavantage de Ladislas III qui doit se réfugier en Silésie, à la cour de Casimir d’Opole à Racibórz. À la mort de celui-ci, il rejoint la cour d'Henri le Barbu et de son fils, demandant leur aide en échange de la promesse de lui succéder.
Au printemps 1231, Henri le Barbu lance une offensive contre la Grande-Pologne dans le but de renverser Ladislas Odonic et de remettre Ladislas aux Jambes Grêles au pouvoir. Cette attaque se solde par un échec.
Ladislas III  décède le 3 novembre 1231. On ignore où il a été inhumé, sans doute quelque part en Silésie. Conrad Ier de Mazovie hérite de toutes ses possessions.